# 長田村 (広島県)
長田村（ながたむら）は、広島県高田郡にあった村。現在の安芸高田市の一部にあたる。

## 地理
- 河川：三篠川[1]

## 歴史
- 1889年（明治22年）4月1日、町村制の施行により、高田郡長田村が単独で村制施行し、長田村が発足[1][2]。
- 1929年（昭和4年）4月1日、高田郡坂村、戸島村と合併し、向原村を新設して廃止された[1][2]。

### 地名の由来
東西に田圃が長く広がる地形から。

## 産業
- 農業、イグサ、畳表、ゴザ、キリ材、アユ[1]。